# Violette odorante
Viola odorata
Espèce
Classification phylogénétique
La Violette odorante (Viola odorata) est une espèce de plantes à fleurs de la famille des Violaceae. C'est une petite plante vivace trouvée en Europe.
La plante forme des colonies plus ou moins étendues, aux tiges formant des stolons, aux feuilles ovales, en cœur à la base, munies d'un long pétiole et aux fleurs odorantes, au bout d'une mince tige, fleurissant de février à mai, formées de cinq pétales violet dont l'inférieur est muni d'un éperon qui sont stériles (alors que de petites fleurs verdâtres et tardives forment des graines).
Elle colonise les prés, les bois et les haies.

## Confusion possible
Ne pas la confondre avec la Violette des bois qui n'a pas d'odeur et des feuilles glabres.

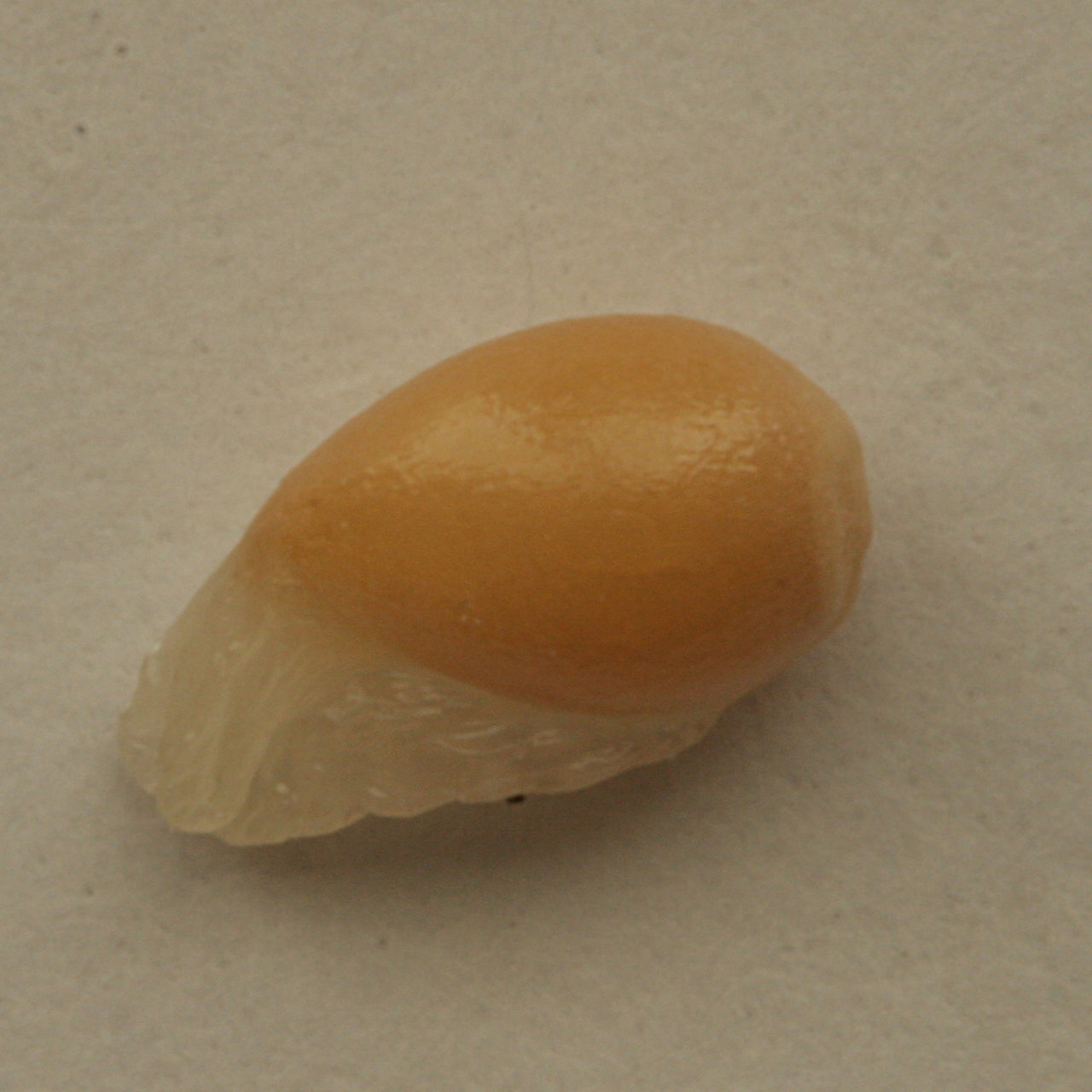
Graine de Viola odorata et son élaïosome (partie charnue riche en lipides et protéines, attirant les fourmis, qui transporteront la graine dans la fourmilière pour nourrir leurs larves avec l'élaïosome, puis abandonneront la graine dans la zone des déchets de la fourmilière, où elle aura plus de chance de germer.

## Autres appellations
Violette de mars, Violette des haies, Fleur de mars, Viole de Carême, Jacée de printemps.

## Caractéristiques
C'est une des rares espèces de violettes à être parfumée. Son parfum envoûtant et suave semble éphémère car il anesthésie légèrement les récepteurs olfactifs et il faut attendre quelques minutes avant de pouvoir la sentir à nouveau. 
Appareil végétatif
- Plante acaule de 5 à 15 cm formant des colonies plus ou moins étendues.
- Souche épaisse à stolons allongés, radicants, ordinairement stériles
- Stipules ovales lancéolées à bords frangés glanduleux
- Feuilles pubescentes à longs pétioles, suborbiculaires, largement ovales, ou réniformes, obtuses au sommet, cordées à la base, crénelées, vert sombre, toutes en rosette au collet de la racine,

Appareil reproducteur
- Couleur dominante des fleurs odorantes à éperon : violet foncé intense, rarement blanche
- Période de floraison : mars-juin
- Inflorescence : fleur solitaire à pédoncule glabre et recourbé
- Sexualité : hermaphrodite ; ovaire à style crochu
- Pollinisation : entomogame, autogame

Graine
- Fruit : capsule pubescente
- Dissémination : Autochore et myrmécochore

Écologie
- Espèce de demi-ombre
- Espèce mésophile de sol frais
- Espèce bio-indicatrice de sol riche en bases

## Habitat et répartition
- Habitat type : assez commune dans les bois clairs, lisières, haies, pelouses, prairies et bords des chemins
- Aire de répartition : européenne à tendance méridionale[2]

## Histoire
Au Moyen Âge, Viola odorata, était considérée comme une plante magique aphrodisiaque. Ses fleurs mêlées à celles de Lavandula angustifolia, cousues dans les oreillers, prédisposent à l'amour grâce à leurs effluves sensuels.

## Utilisations

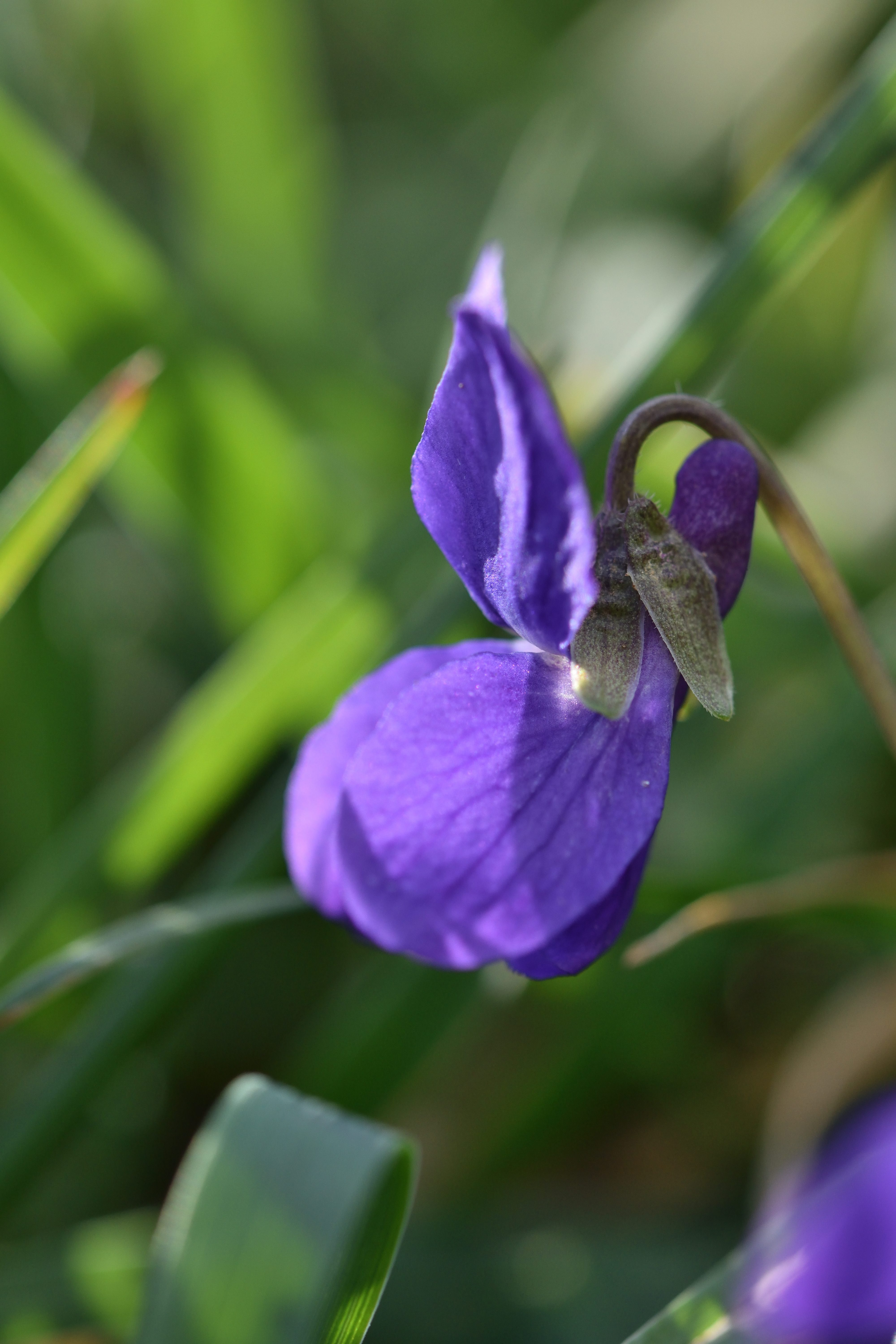
Vue latérale d'une fleur de violette odorante.

### Propriétés industrielles
La Violette odorante est utilisée en parfumerie. On ne distille toutefois pas les fleurs mais les feuilles. Le produit obtenu possède une note verte, poudrée, légèrement cireuse. La note 'fleur de violette', typique et plus douce est obtenue grâce à des molécules de synthèse.

### Utilisation alimentaire

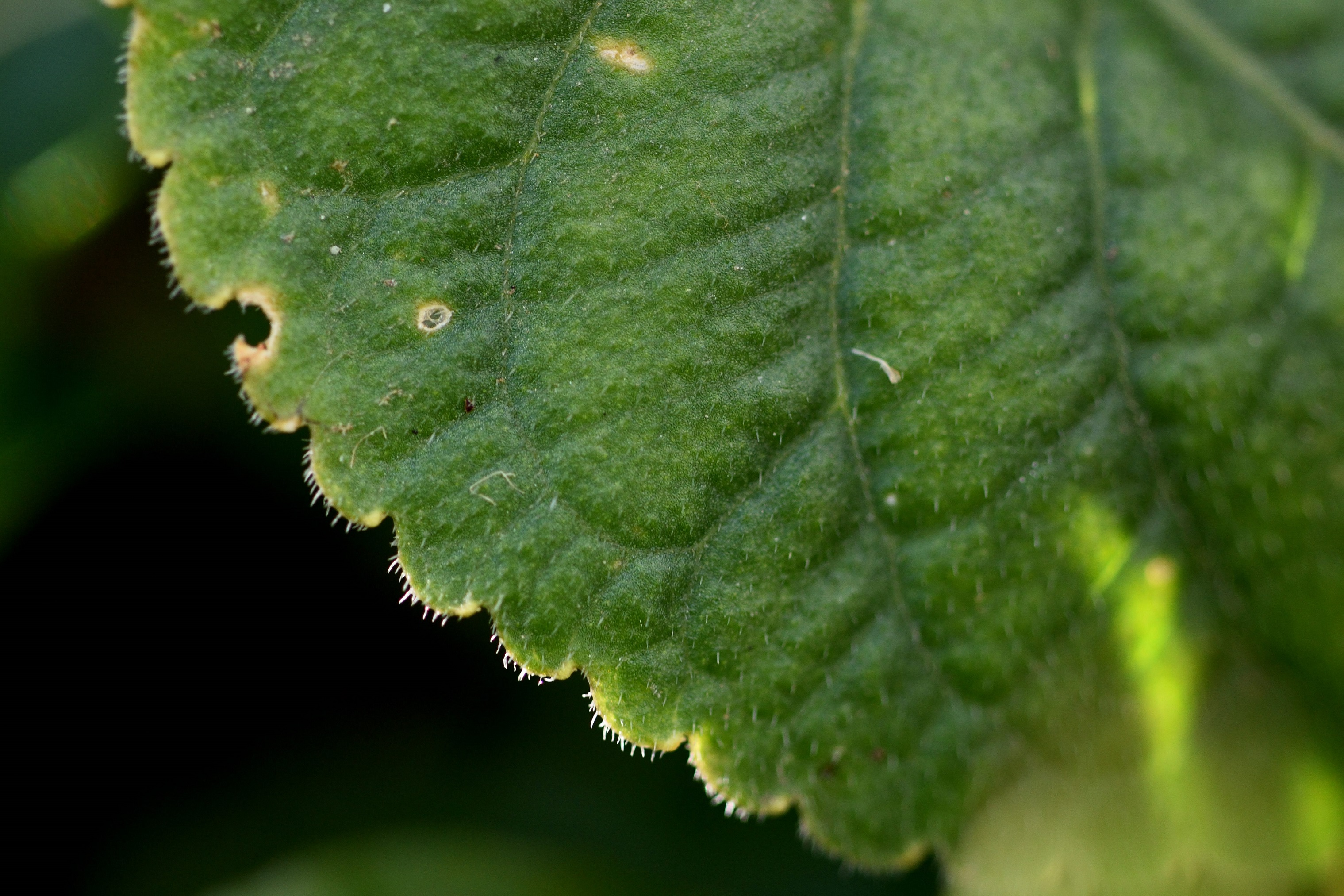
Photographie du bord d'une feuille de violette odorante. Les feuilles sont pubescentes et crénelées.

- Photographie du bord d'une feuille de violette odorante. Les feuilles sont pubescentes et crénelées.Les feuilles riches en mucilages contiennent de la vitamine A, beaucoup de vitamine C, des sels minéraux et des saponines. Les feuilles jeunes peuvent être ajoutées crues aux salades ou les plus vieilles, plus fibreuses, être cuites dans des soupes qu'elles épaississent du fait de leur mucilage[4].
- Les fleurs servent de décor aux pâtisseries, fraiches ou confites au sucre. Elles sont émollientes, expectorantes, diaphorétiques et laxatives[4].

### Propriétés médicinales
- L'infusion de fleurs de violette odorante est sudorifique[réf. nécessaire]
- Toutes les violettes ont des propriétés émollientes et expectorantes, et ont été employées dans le traitement de maladies respiratoires telles que la bronchite et la coqueluche, encore de nos jours sous forme de pastilles à sucer[réf. nécessaire].
- La violette odorante a une longue histoire d'utilisation en herboristerie. On lui a attribué, sans aucune preuve, des vertus contre l'épilepsie, l'asthme, les maladies de peau et l'eczéma. Ce serait également un laxatif doux, un dépuratif, un diurétique, un émollient[réf. nécessaire]...
- Des bains à base de décoction de feuilles donneraient des résultats pour les maladies rhumatismales[réf. nécessaire].
- La racine est émétique du fait de la présence de violine[4].

## Plante hôte
La Violette odorante est comme de nombreuses Viola plante hôte de la chenille du Petit nacré (Issoria lathonia).